# Mikhail Kasyanov
Mikhail Mikháilovitch Kassiánov (em russo:  Михаи́л Миха́йлович Касья́нов; 8 de dezembro de 1957) é um político russo que serviu como Primeiro-Ministro da Rússia de maio de 2000 a agosto de 2004. Desde 2015, ele é o líder do partido político Partido Popular da Liberdade (PARNAS).